# ریحال
ریحال یکی از روستاهای استان آذربایجان شرقی است که در دهستان قشلاق بخش فندوقلو شهرستان اهر واقع شده‌است.
از طوایف این روستا میتوان به طایفه پوزن ها اشاره کرد.این روستا ۲۱۸ نفر جمعیت دارد.